# Julia Jones
Julia Jones, ameriška televizijska in filmska igralka ter fotomodel, *23. januar 1981, Boston, Massachusetts, Združene države Amerike.

## Biografija

### Zgodnje in osebno življenje
Julia Jones se je rodila 23. januarja 1981 v Bostonu, Massachusetts, Združene države Amerike. Pri štirih letih je študirala balet na šoli The Boston Ballet School. Diplomirala je tudi iz angleščine na univerzi Columbia University.

### Kariera
Julia Jones je svojo igralsko kariero začela leta 2003 v filmu The Look, leta 2004 pa se pojavi v filmu Black Cloud.
Leta 2007 jo lahko vidimo v filmu The Reckoning, leta 2008 pa v filmih Hudičevi jezdeci, Three Priests in California Indian ter v štirih epizodah televizijske serije ER.
Trenutno snema film Mrk, nadaljevanje filmov Somrak in Mlada luna, v katerem igra Leah Clearwater. Film bo v kinematografe prišel leta 2010.

## Filmografija

### Filmi
- 2003 - The Look kot Gigi
- 2004 - Black Cloud kot Sammi
- 2007 - The Reckoning kot Gina
- 2008 - Hudičevi jezdeci kot Cherokee Kisum
- 2008 - Three Priests kot Abby
- 2008 - California Indian kot April Cordova
- 2010 - Mrk kot Leah Clearwater

### Televizija
- 2008 - ER kot Dr. Kaya Montoya (4 epizode)

## Nagrade in nominacije
- 2004 - FAITA Award za najboljšo žensko vlogo v filmu Black Cloud; Dobila